# Amo Houghton

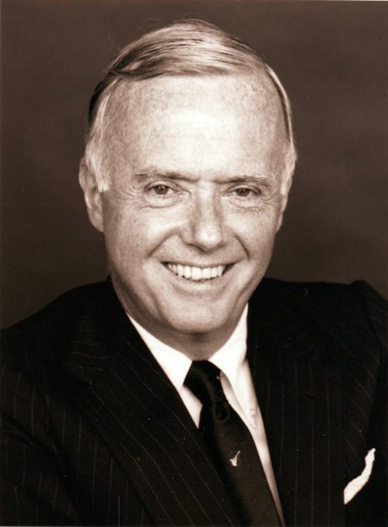
Amo Houghton (1987)

Amory „Amo“ Houghton Jr. (* 7. August 1926 in Corning, New York; † 4. März 2020 ebenda) war ein US-amerikanischer Politiker. Zwischen 1987 und 2005 vertrat er den Bundesstaat New York im US-Repräsentantenhaus.

## Werdegang
Amo Houghton entstammte der im Staat New York ansässigen Houghton-Familie, die vor allem in der Geschäftswelt und in der Politik tätig ist bzw. war. Sein Großvater war der Unternehmer, Diplomat und Politiker Alanson B. Houghton. Er besuchte die St. Paul’s School in Concord (New Hampshire). In den Jahren 1945 und 1946 diente er im Marine Corps. Danach studierte er bis 1952 an der Harvard University, an der er mehrere Studiengänge belegte. Anschließend war er als privater Geschäftsmann tätig. Zwischen 1964 und 1983 war er Vorstandsvorsitzender der Firma Corning Glass Works, die heute Corning Incorporated heißt. Diese Firma war 1851 von seinem Ururgroßvater gegründet worden. Houghton war auch noch Vorstandsmitglied bei IBM, der Citigroup, Procter & Gamble und Genentech. Dabei wurde er vielfacher Millionär. Sein Vermögen wurde während seiner Kongresszeit auf etwa 475 Millionen Dollar geschätzt.
Politisch wurde Houghton Mitglied der Republikanischen Partei. Bei den Kongresswahlen des Jahres 1986 wurde er im 34. Wahlbezirk von New York in das US-Repräsentantenhaus in Washington, D.C. gewählt, wo er am 3. Januar 1987 die Nachfolge des Demokraten Stan Lundine antrat. Nach acht Wiederwahlen konnte er bis zum 3. Januar 2005 neun Legislaturperioden im Kongress absolvieren, wobei er zwei Mal den Wahlbezirk wechselte. In diese Zeit fielen die Terroranschläge am 11. September 2001, der Irakkrieg und der Militäreinsatz in Afghanistan. Houghton war während seiner Zeit im Kongress nicht immer auf der republikanischen Parteilinie. Er war einer von nur vier Republikanern, die gegen das geplante Amtsenthebungsverfahren gegen Präsident Bill Clinton stimmten. 2001 stimmte er gegen eine Steuervorlage der Regierung von Präsident George W. Bush, im Oktober 2002 als einer von sechs Republikanern gegen die Resolution zum Irakkrieg. In Umwelt- und Bürgerrechtsfragen war er oftmals auf der Seite der Demokraten.
Amo Houghton war auch Mitbegründer der Republican Main Street Partnership, eines innerparteilichen Zusammenschlusses der moderaten Republikaner. Im Jahr 2004 verzichtete er auf eine weitere Kongresskandidatur.
2002 wurde er in die American Academy of Arts and Sciences gewählt.
Im Juli 2018 sprach Houghton sich mit Nachdruck gegen die weitere Präsidentschaft Donald Trumps aus. Amo Houghton starb im März 2020 im Alter von 93 Jahren.